# Nathan Post
Nathan Post, né le 3 août 1881 à Fonda en Iowa et mort le 30 mai 1938 dans le comté de Solano en Californie, est un homme politique américain. Il est gouverneur des Samoa américaines de mars 1913 à juillet 1914 et d'octobre à décembre 1914.